# Мюка
Мюка (нім. Mücka) — громада в Німеччині, розташована в землі Саксонія. Входить до складу району Герліц.
Площа — 24,31 км2. Населення становить 966 ос. (станом на 31 грудня 2020).